# Hotellingov zakon
Hotellingov zakon ili hotellingov model je opažanje u ekonomiji koje objašnjava zašto je racionlano da proizvođači imaju slične proizvode ili usluge na nekom tržštu. Hotellingov zakon se također referira kao princip minimalne diferencijacije. Ovo opažanje iznio Harold Hotelling je iznio u članku "Stabilnost u nadmetanju" koji se pojavio u žurnalu Economic Journal 1929. godine.